# Con số của quái thú Khải Huyền

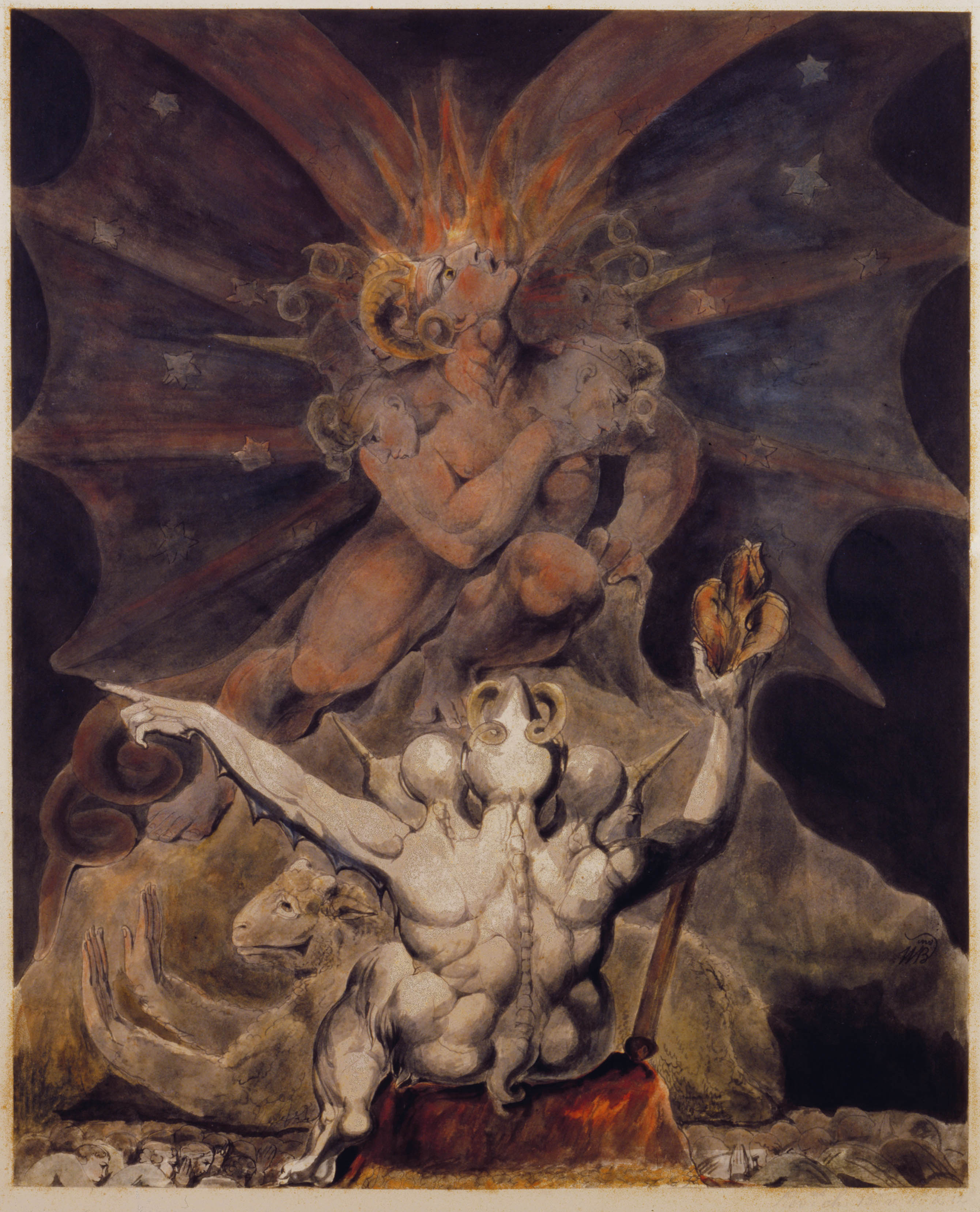
Con số của quái thú là 666, bởi William Blake.

Con số của quái thú Khải Huyền (tiếng Hy Lạp: Ἀριθμὸς τοῦ θηρίου, Arithmòs toũ Thēríou) là con số có liên hệ với con Quái thú Khải Huyền xuất hiện trong chương 13 của Sách Khải Huyền thuộc kinh Tân Ước. Trong hầu hết các bản chép tay của Tân Ước và trong bản dịch tiếng Anh của Kinh Thánh, con số này là 666. Cuộn giấy cói 115 (là bản thảo được bảo tồn lâu đời nhất của sách Khải Huyền cho đến năm 2017), cũng như các nguồn cổ xưa khác như Codex Ephraemi Rescriptus, đưa ra con số của quái vật là 616 (χιϛ), không phải 666; các ấn bản quan trọng của văn bản tiếng Hy Lạp, như Novum Testamentum Graece, lưu ý 616 là một số biến thể.

## Nỗi sợ và sự mê tín
Một số người né tránh số 666 như một cách để thoát khỏi việc mê tín dị đoan. Sự sợ hãi về con số này được gọi là hội chứng sợ con số 666 (hexakosioihexekontahexaphobia). Từ này bắt nguồn từ tiếng Hy Lạp cổ đại ἑξακόσιοι [hexakósioi, "sáu trăm"], ἑξήκοντα [hexékonta, "sáu mươi"], và ἕξ [héx, "sáu"]; nghĩa đen là "nỗi sợ sáu trăm sáu mươi sáu".
Năm 1989, Nancy và Ronald Reagan, khi chuyển đến nhà mới của họ ở Bel-Air thuộc Los Angeles sau cuộc bầu cử năm 1988, đã có địa chỉ là 666 St. Cloud Road — nhưng sau này đổi thành 668 St. Cloud Road.
Vào năm 2003, Tuyến đường 666 ở New Mexico của Hoa Kỳ đã được đổi tên thành Tuyến đường Hoa Kỳ 491.  
Những hội chứng sợ hãi là một mô típ quen thuộc trong nhiều bộ phim kinh dị như The Omen. Con số quái thú cũng xuất hiện trong các bộ phim khác như Pulp Fiction, The Doom Generation, End of Days, Bedazzled và The Phantom of the Opera.
Một số phụ nữ bày tỏ lo ngại về việc sinh con vào ngày 6 tháng 6 năm 2006 (6/6/06).
Vào tháng 11 năm 2013, Codie Thacker — một vận động viên xuyên quốc gia tại trường trung học Whitley County ở Williamsburg, Kentucky — đã từ chối tham gia cuộc họp khu vực của Hiệp hội thể thao trường trung học Kentucky. Cô ấy đã đánh mất cơ hội có đủ điều kiện tham dự giải vô địch quốc gia khi từ chối việc huấn luyện viên của cô ấy cho cô số thứ tự là 666.
Các đầu máy ACS-64 của Siemens của Amtrak được đánh số từ 600 đến 665 và 667 đến 670, bỏ qua số 666.
Trong năm 2015, nghị viên Mỹ Joe Barton đã có số của một dự luật lập pháp mà ông giới thiệu thay đổi từ 666 đến 702 vì ông quan niệm rằng "số hóa đơn gốc mang nhiều ý nghĩa tiêu cực khác nhau", một phát ngôn viên cho hay.
Hầu hết các bộ vi xử lý bán dẫn được sản xuất trong những ngày đầu của máy tính cá nhân cũng tránh con số 666. Trong giai đoạn tiến bộ trong việc phát triển tốc độ xử lý, nhiều bộ vi xử lý (như Intel Pentium III) có tốc độ 667 MHz thay vì thông số bình thường là 666 MHz.
Vào tháng 10 năm 2017, chuyến bay AY666 từ Copenhagen đến Helsinki (HEL) khởi hành lần cuối trước khi được đổi tên. Từ năm 2006, chuyến bay đã được lên kế hoạch đúng vào thứ Sáu ngày 13 đến 21 lần. Mặc dù người phát ngôn của Finnair nói rằng con số này chưa được đổi do hành khách mê tín dị đoan, tuy nhiên chuyến bay vẫn được đổi tên thành AY954.